# فرانکلین (مریلند)
فرنکلین (به انگلیسی: Franklin) شهری در ایالت مریلند کشور ایالات متحده آمریکا است که جمعیت آن در سرشماری سال ۲۰۱۰ میلادی، ۲۹۰ نفر بوده‌است.